# Parathesis panamensis
Parathesis panamensis är en viveväxtart som beskrevs av Cyrus Longworth Lundell. Parathesis panamensis ingår i släktet Parathesis och familjen viveväxter. Inga underarter finns listade i Catalogue of Life.